# ギムリー・インダストリアルパーク空港
ギムリー・インダストリアルパーク空港は、カナダのマニトバ州ギムリにある民間空港である。
かつてはカナダ空軍(RCAF)の航空基地として第二次世界大戦中にはイギリスの航空訓練計画(British Commonwealth Air Training Plan、BCATP)で訓練基地として使用された。1971年に民間空港に転用された。

## 概要
1971年に空軍基地から民間空港となった後、地元の航空関連組合などにより飛行訓練施設としても使用されているほか、当空港を含むギムリモータースポーツパーク(Gimli Motorsports Park)の主要施設として、モータースポーツをはじめとする様々なアクティビティイベントが行われている。
空軍基地時代は二本の平行滑走路があったが片方は廃止された(時期は不詳)。

## その他
1983年にモントリオール発オタワ経由エドモントン行きのエア・カナダ143便(ボーイング767型機)が巡航中に燃料切れに陥り、両エンジンが停止した状態で当空港へ滑空し着陸した。
当日は滑走路でモータースポーツのイベントが行われている最中の出来事だったが、機体はイベント会場の手前で停止した。